# Alfonso María de Borbón y Borbón
Alfonso de Borbón y Borbón (15. listopadu 1866, Madrid – 28. dubna 1934, Madrid) byl španělský šlechtic a pra-pravnuk krále Karla III. Španělského. Je známý tím, že měl 88 křestních jmen, což je rekord pro historickou královskou osobu zapsaný v Guinnessově knize rekordů.
Alfonso byl synem infanta Sebastiana Portugalského a Španělského a jeho druhé manželky, infantky Marie Kristýny. V roce 1929 se morganaticky oženil s Julií Méndez y Morales, čímž ztratil veškeré nároky na španělský trůn; manželství zůstalo bezdětné a skončilo rozvodem.

## Biografie
Alfonso de Borbón y Borbón se narodil 15. listopadu 1866 v Madridu. Byl čtvrtým dítětem infanta Sebastiana de Borbón y Braganza a infantky Marie Kristýny de Borbón y Borbón. Navzdory tomu, že se narodil do španělské královské rodiny prostřednictvím manželství lidí ze stejné společenské vrstvy, nebyl mu při narození udělen titul infant, protože byl vzdáleným princem královské krve španělské královské rodiny. Jeho mládí bylo poznamenáno politickými otřesy. V roce 1868 ho revoluce donutila s rodinou odejít do exilu. Usadili se ve francouzském městě Biarritz. Po návratu jeho bratrance krále Alfonse XII. na trůn v roce 1875 se vrátili do Španělska.
Kvůli smrti jeho otce v Biarritzu několik měsíců před jejich návratem byli Alfonso a jeho sourozenci svěřeni pod poručnictví krále Alfonse XII. Vzdělání získali na prestižní Theresianum ve Vídni. Poté, co dokončil své vzdělání a vrátil se do Španělska, odmítl vévodský titul nabízený královnou regentkou, protože věřil, že by to snížilo význam jeho šlechtického původu jako dítěte dvou španělských infantů a zastínilo by to důležitost jména Borbón.
Alfonso de Borbón byl zasvěcen jako začínající rytíř v řádu alcántarských rytířů a byl také rytířem portugalského řádu Kristův a řádu avizských rytířů. Působil jako předseda španělského Červeného kříže.
V roce 1929 se Alfonso v San Sebastiánu oženil s Julií Méndez Morales, ale manželství skončilo rozvodem s příchodem druhé Španělské republiky. V roce 1933 obdržel od karlistického pretendenta Alfonse Carlose I. titul bórbonského prince a bylo mu uděleno oslovení Alteza (Výsost). Zemřel v Madridu dne 28. dubna 1934 bez potomků. Byl uložen k odpočinku na hřbitově San Isidro.

## Vývod z předků
|                            |                                      |  |                      |                                 |  |  |  |  |  |  |  | Karel III. Španělský |
|                            |                                      |  |                      |                                 |  |  |  |  |  |  |  |                      |
|                            | Gabriel Španělský                    |  |                      |                                 |  |  |  |  |  |  |  |                      |
|                            |                                      |  |                      |                                 |  |  |  |  |  |  |  |                      |
|                            |                                      |  |                      | Marie Amálie Saská              |  |  |  |  |  |  |  |                      |
|                            |                                      |  |                      |                                 |  |  |  |  |  |  |  |                      |
|                            | Pedro Carlos Španělský a Portugalský |  |                      |                                 |  |  |  |  |  |  |  |                      |
|                            |                                      |  |                      |                                 |  |  |  |  |  |  |  |                      |
|                            |                                      |  |                      | Petr III. Portugalský           |  |  |  |  |  |  |  |                      |
|                            |                                      |  |                      |                                 |  |  |  |  |  |  |  |                      |
|                            | Marie Anna Viktorie Portugalská      |  |                      |                                 |  |  |  |  |  |  |  |                      |
|                            |                                      |  |                      |                                 |  |  |  |  |  |  |  |                      |
|                            |                                      |  |                      | Marie I. Portugalská            |  |  |  |  |  |  |  |                      |
|                            |                                      |  |                      |                                 |  |  |  |  |  |  |  |                      |
|                            | Sebastian Portugalský a Španělský    |  |                      |                                 |  |  |  |  |  |  |  |                      |
|                            |                                      |  |                      |                                 |  |  |  |  |  |  |  |                      |
|                            |                                      |  |                      | Petr III. Portugalský           |  |  |  |  |  |  |  |                      |
|                            |                                      |  |                      |                                 |  |  |  |  |  |  |  |                      |
|                            | Jan VI. Portugalský                  |  |                      |                                 |  |  |  |  |  |  |  |                      |
|                            |                                      |  |                      |                                 |  |  |  |  |  |  |  |                      |
|                            |                                      |  |                      | Marie I. Portugalská            |  |  |  |  |  |  |  |                      |
|                            |                                      |  |                      |                                 |  |  |  |  |  |  |  |                      |
|                            | Marie Tereza z Braganzy              |  |                      |                                 |  |  |  |  |  |  |  |                      |
|                            |                                      |  |                      |                                 |  |  |  |  |  |  |  |                      |
|                            |                                      |  |                      | Karel IV. Španělský             |  |  |  |  |  |  |  |                      |
|                            |                                      |  |                      |                                 |  |  |  |  |  |  |  |                      |
|                            | Šarlota Joaquina Španělská           |  |                      |                                 |  |  |  |  |  |  |  |                      |
|                            |                                      |  |                      |                                 |  |  |  |  |  |  |  |                      |
|                            |                                      |  |                      | Marie Luisa Parmská             |  |  |  |  |  |  |  |                      |
|                            |                                      |  |                      |                                 |  |  |  |  |  |  |  |                      |
| Alfonso de Borbón y Borbón |                                      |  |                      |                                 |  |  |  |  |  |  |  |                      |
|                            |                                      |  |                      |                                 |  |  |  |  |  |  |  |                      |
|                            |                                      |  | Karel III. Španělský |                                 |  |  |  |  |  |  |  |                      |
|                            |                                      |  |                      |                                 |  |  |  |  |  |  |  |                      |
|                            | Karel IV. Španělský                  |  |                      |                                 |  |  |  |  |  |  |  |                      |
|                            |                                      |  |                      |                                 |  |  |  |  |  |  |  |                      |
|                            |                                      |  |                      | Marie Amálie Saská              |  |  |  |  |  |  |  |                      |
|                            |                                      |  |                      |                                 |  |  |  |  |  |  |  |                      |
|                            | František de Paula Španělský         |  |                      |                                 |  |  |  |  |  |  |  |                      |
|                            |                                      |  |                      |                                 |  |  |  |  |  |  |  |                      |
|                            |                                      |  |                      | Filip I. Parmský                |  |  |  |  |  |  |  |                      |
|                            |                                      |  |                      |                                 |  |  |  |  |  |  |  |                      |
|                            | Marie Luisa Parmská                  |  |                      |                                 |  |  |  |  |  |  |  |                      |
|                            |                                      |  |                      |                                 |  |  |  |  |  |  |  |                      |
|                            |                                      |  |                      | Luisa Alžběta Francouzská       |  |  |  |  |  |  |  |                      |
|                            |                                      |  |                      |                                 |  |  |  |  |  |  |  |                      |
|                            | Marie Kristýna Španělská             |  |                      |                                 |  |  |  |  |  |  |  |                      |
|                            |                                      |  |                      |                                 |  |  |  |  |  |  |  |                      |
|                            |                                      |  |                      | Ferdinand I. Neapolsko-Sicilský |  |  |  |  |  |  |  |                      |
|                            |                                      |  |                      |                                 |  |  |  |  |  |  |  |                      |
|                            | František I. Neapolsko-Sicilský      |  |                      |                                 |  |  |  |  |  |  |  |                      |
|                            |                                      |  |                      |                                 |  |  |  |  |  |  |  |                      |
|                            |                                      |  |                      | Marie Karolína Rakouská         |  |  |  |  |  |  |  |                      |
|                            |                                      |  |                      |                                 |  |  |  |  |  |  |  |                      |
|                            | Luisa Šarlota Neapolsko-Sicilská     |  |                      |                                 |  |  |  |  |  |  |  |                      |
|                            |                                      |  |                      |                                 |  |  |  |  |  |  |  |                      |
|                            |                                      |  |                      | Karel IV. Španělský             |  |  |  |  |  |  |  |                      |
|                            |                                      |  |                      |                                 |  |  |  |  |  |  |  |                      |
|                            | Marie Isabela Španělská              |  |                      |                                 |  |  |  |  |  |  |  |                      |
|                            |                                      |  |                      |                                 |  |  |  |  |  |  |  |                      |
|                            |                                      |  |                      | Marie Luisa Parmská             |  |  |  |  |  |  |  |                      |
|                            |                                      |  |                      |                                 |  |  |  |  |  |  |  |                      |